# 42ª Mostra internazionale d'arte cinematografica di Venezia
La 42ª edizione della Mostra internazionale d'arte cinematografica di Venezia si è svolta a Venezia, Italia, dal 26 agosto al 6 settembre del 1985, sotto la direzione di Gian Luigi Rondi.

## Giuria
La giuria era così composta:

Federico Fellini, Leone d'Oro alla carriera 1985

- Krzysztof Zanussi (presidente, Polonia)
- Guido Aristarco (Italia)
- Gaspare Barbiellini Amidei (Italia)
- Lino Micciché (Italia)
- Renzo Vespignani (Italia)
- Ricardo Bofill (Spagna)
- Frank Capra (Stati Uniti d'America)
- Odysseus Elytis (Grecia)
- Kon Ichikawa (Giappone)
- Jean d'Ormesson (Francia)
- Eugène Ionesco (Francia)
- Elem Klimov (Unione Sovietica)
- Zoran Mušič (Repubblica Socialista Federale di Jugoslavia)
- John Schlesinger (Gran Bretagna).

## Film in concorso
- Senza tetto né legge (Sans toit ni loi) di Agnès Varda
- Bekci di Ali Özgentürk
- La donna delle meraviglie di Alberto Bevilacqua
- Polvere (Dust) di Marion Hänsel
- Perinbaba di Juraj Jakubisko
- Glissando di Mircea Daneliuc
- Legend di Ridley Scott
- La nave faro (The Lightship) di Jerzy Skolimowski
- Mamma Ebe di Carlo Lizzani
- Terra di nessuno (No Man's Land) di Alain Tanner
- Parad planet di Vadim Abdrašitov
- Los paraísos perdidos di Basilio Martín Patino
- Pervola (Pervola, sporen in de sneeuw) di Orlow Seunke
- Petrina chronia di Pantelis Voulgaris
- Police di Maurice Pialat
- L'onore dei Prizzi (Prizzi's Honor) di John Huston
- Réquiem por un campesino español di Francesc Betriu
- Shokutaku no nai ie di Masaki Kobayashi
- Le soulier de satin di Manoel de Oliveira
- Mer mankutyan tangon di Albert Mkrtchyan
- Non dimenticate Mozart (Vergeßt Mozart) di Miloslav Luther
- E... la vita è bella (Zivot je lep) di Boro Drašković
- Tangos - L'esilio di Gardel (Tangos, l'exil de Gardel) di Fernando E. Solanas

## Film fuori concorso

### Eventi speciali
- Orfeo, regia di Claude Goretta
- Orfeusz és Euridike, regia di István Gaál
- Passaggio in India, regia di David Lean
- Queen Kelly, regia di Eric von Stroheim

### Venezia Giovani
- Ritorno al futuro, regia di Robert Zemeckis
- Cocoon - L'energia dell'universo, regia di Ron Howard
- Echo Park, regia di Robert Dorhelm
- L'amore e il sangue, regia di Paul Verhoeven
- Fletch - Un colpo da prima pagina, regia di Michael Ritchie
- Jagode u grlu (t.l. Le fragole di traverso), regia di Srdjan Karanović
- Karnabal (t.l. Carnevale), regia di Els Comediants
- Lettera a Breznev, regia di Chris Bernard
- Mad Max oltre la sfera del tuono, regia di George Miller e George Ogilvie
- Running Out of Luck, regia di Julien Temple
- Silverado, regia di Lawrence Kasdan
- Tex e il signore degli abissi regia di Duccio Tessari

## Premi
- Leone d'oro: Senza tetto né legge (Sans toit ni loi) di Agnès Varda
- Gran premio della giuria: Tangos - L'esilio di Gardel (Tangos, l'exil de Gardel) di Fernando E. Solanas
- Coppa Volpi al miglior attore: Gérard Depardieu per Police (Police)
- Coppa Volpi alla miglior attrice: non assegnata
- Leone d'oro alla carriera: Federico Fellini, più un Leone d'oro speciale a Manoel de Oliveira e John Huston